# Idaea urcitana
Idaea urcitana là một loài bướm đêm trong họ Geometridae.